# Volvo Säffle 2000
Volvo Säffle 2000, eller bara Säffle 2000, är en busskaross gjord i lättmetall, tillverkad av Volvo Bussar i Säffle hos Säffle karosserifabrik mellan 1991 och 2001 (årsmodell 2002) samt i danska Aabenraa mellan 1998 och 2001 (årsmodell 2002).
Karossen togs fram i slutet av 1991 och var helt nyutvecklad jämfört med tidigare karosser. Den byggdes först på det ledade Volvo B10MA-chassit. Under 1992 började den även att byggas på vanliga B10M samt på de då nya B10B och B10BLE-chassina samt på korta Volvo B6-chassin. Några turistbussar byggdes även på Volvo B12R-chassi.
Några skillnader mot föregående karosser var bland annat en helt ny design samt att sidorutorna och dörrfönstren nu limmades fast, istället för att som tidigare fästas med gummilister. Dessa limmade rutor hade, precis som hos den föregående karossen, dubbelglas.
Bussar med denna kaross finns i normalgolvs- och lågentréutförande, där man ser skillnad på dessa bland annat genom att fönsterlinjen är lägre på den främre halvan av bussen samt att fronten är något lägre på lågentrévarianterna. Andra detaljer är att lågentrébussarna har något mindre hjul och en annan form på hjulhusen. De korta normalgolvsbussarna med B6-chassin har ännu mindre hjul och hjulhus.
Förutom några högbyggda turistbussar som hade rektangulära strålkastare med enkla blinkers fram och stor hel vindruta hade Säffle 2000 fram till 1998 endast delad vindruta med stående vindrutetorkare och runda, dubbla strålkastare (av samma typ som på den föregående karossen) samt dubbla blinkers fram. Även om det fanns långdistans- och turistbussvarianter så blev de allra flesta bussar som byggdes med Säffle 2000-kaross stadsbussar och regionalbussar. Långdistansbussarna och turistbussarna är högre än de övriga varianterna och har även en högre, lutande och antingen hel eller delad vindruta som saknar skyltskåp; de enklare långdistansbussarna hade delad vindruta och samma front som övriga Säffle 2000-serien.
Under 1998 uppgraderades samtliga varianter av karossen som fick en ny front samt hel vindruta med liggande vindrutetorkare som tillval på regionalbussar med normalgolv. Denna kaross har rektangulära strålkastare och enkla blinkers fram (av samma typ som fanns på de högbyggda turistbussarna och även på Säffle 5000), även bakpartiet gjordes om med bland annat limmad bakruta och karossen blev även något lägre i och med att den uppstickande delen ovanpå bakstammen försvann. Karossen kallas från och med detta år Säffle 2000 New Look.
Säffle 2000 finns med såväl enkeldörrar som med dubbla dörrar fram och i mitten och med enkeldörr, eller ingen dörr alls längst bak och i sällsynta fall, med Volvo B10M-chassin, dubbeldörrar längst bak.
Bussar med denna kaross såldes endast nya i Norden. Men i och med att uttjänta bussar exporterats har de även förekommit i bland annat Östeuropa och Asien.
Säffle 2000 ersattes år 2002 av Volvo 8500.

## Galleri

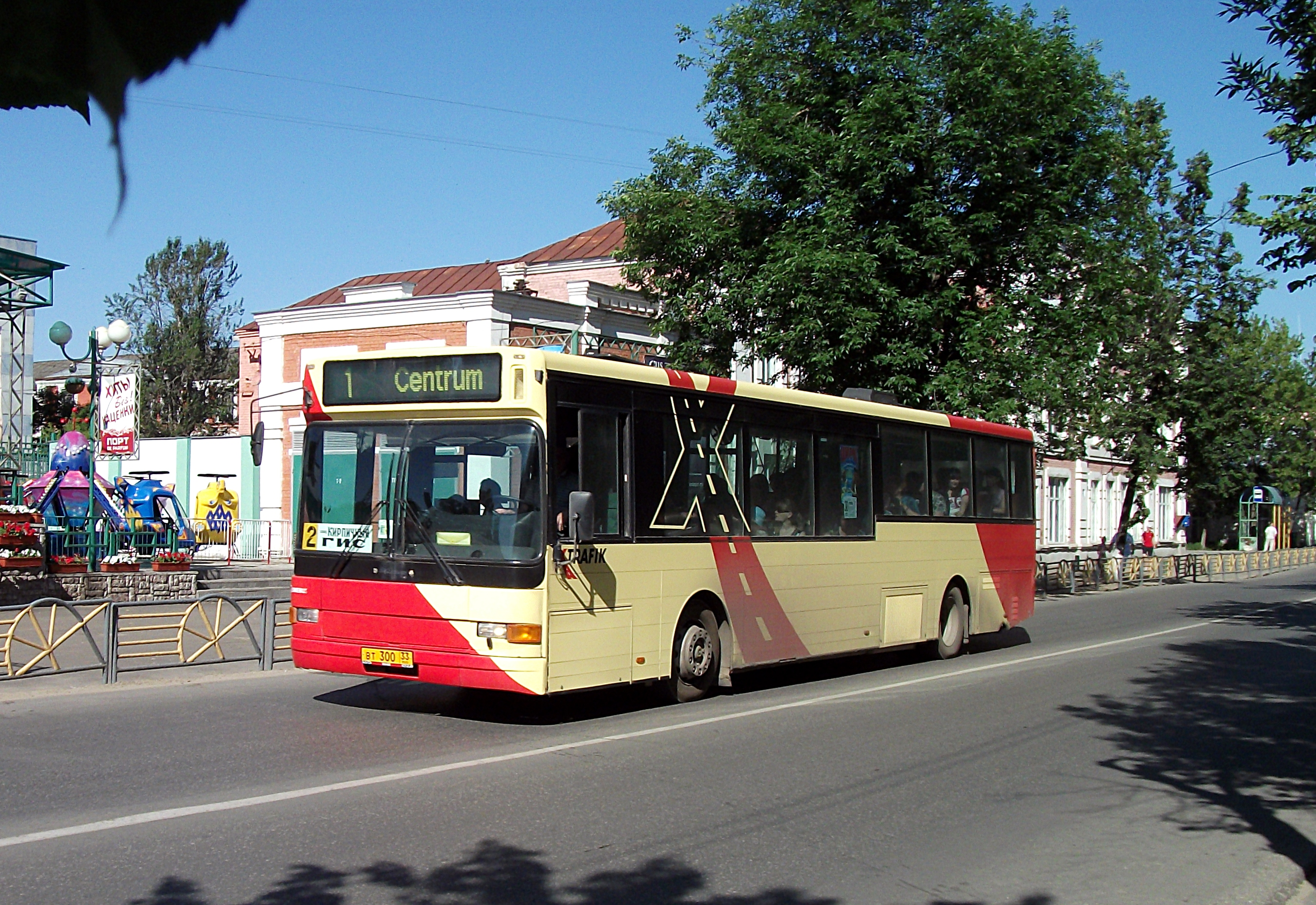
Volvo B10BLE med Säffle 2000 New Look-kaross i trafik i Ryssland.
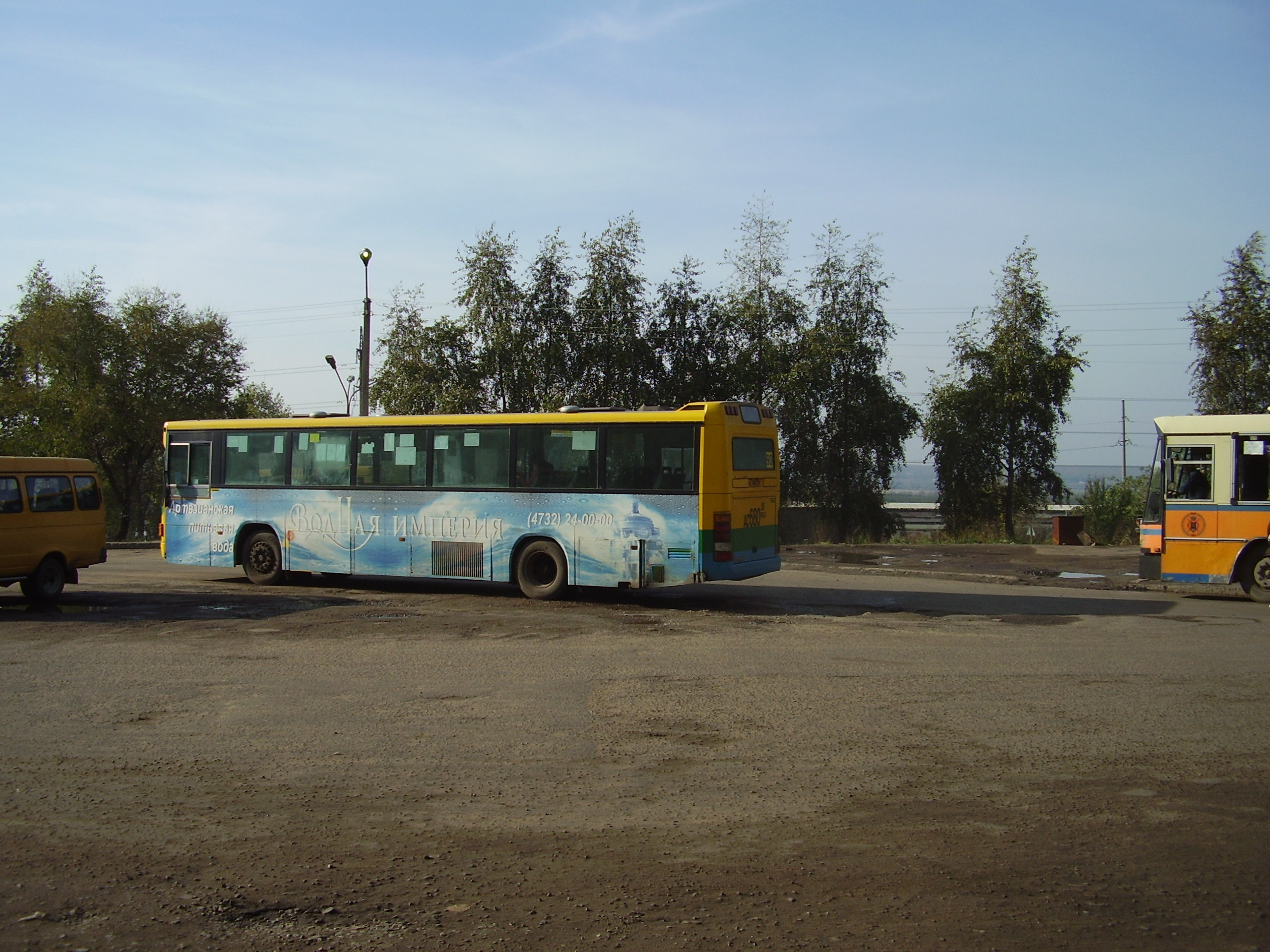
Volvo B10B med Säffle 2000-kaross i Voronezj, Ryssland.
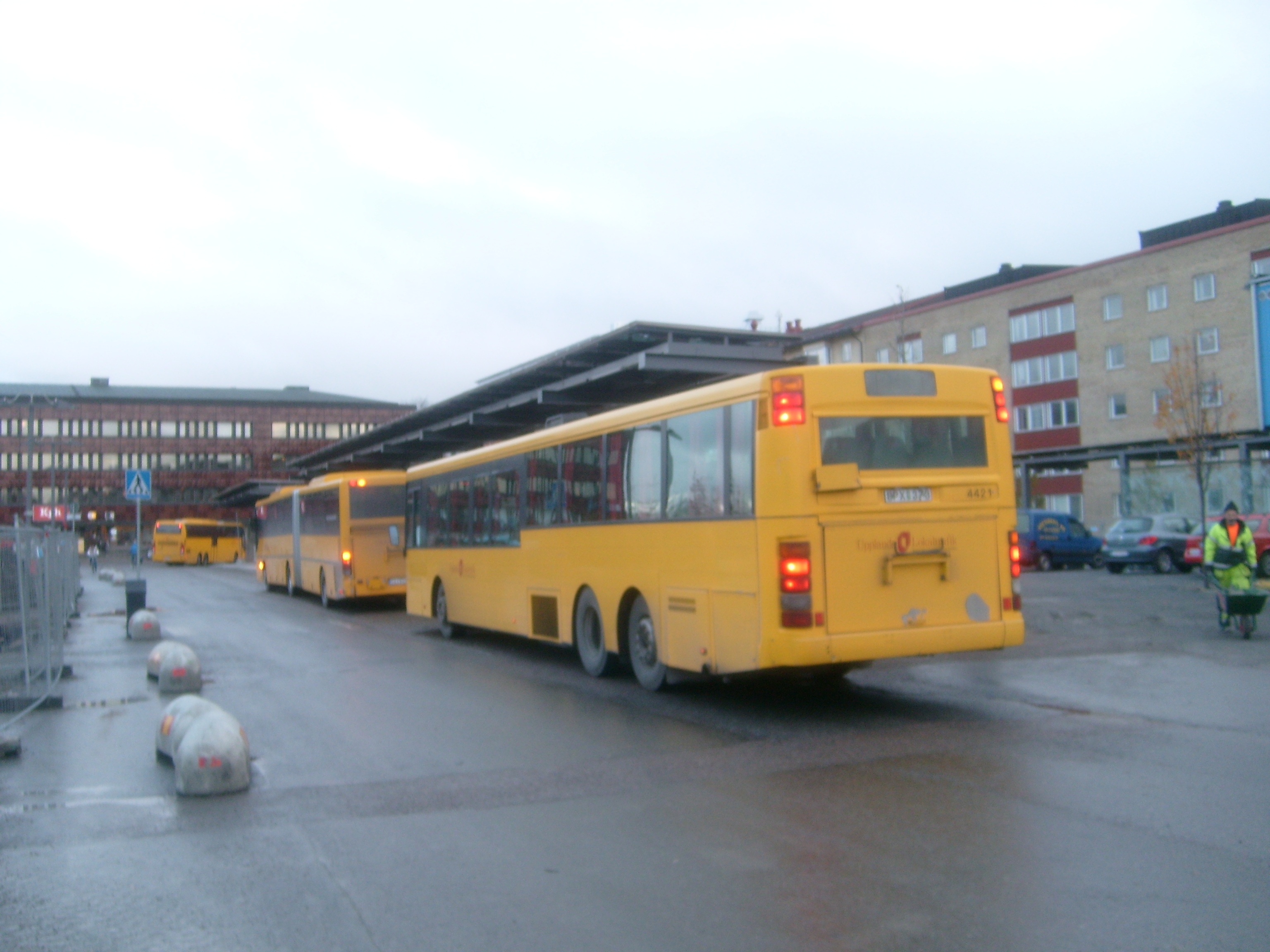
Bakstammen av en Volvo B10BLE med Säffle 2000 New Look-kaross i trafik i Uppsala.
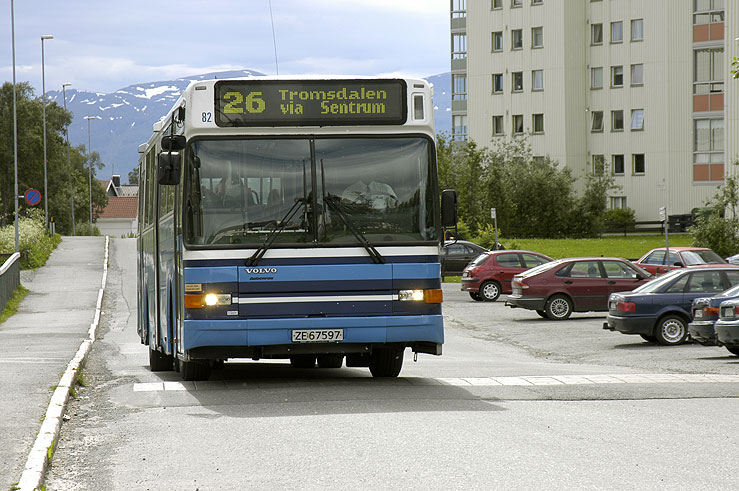
Volvo B10B med Säffle 2000 New Look-kaross i Tromsø.
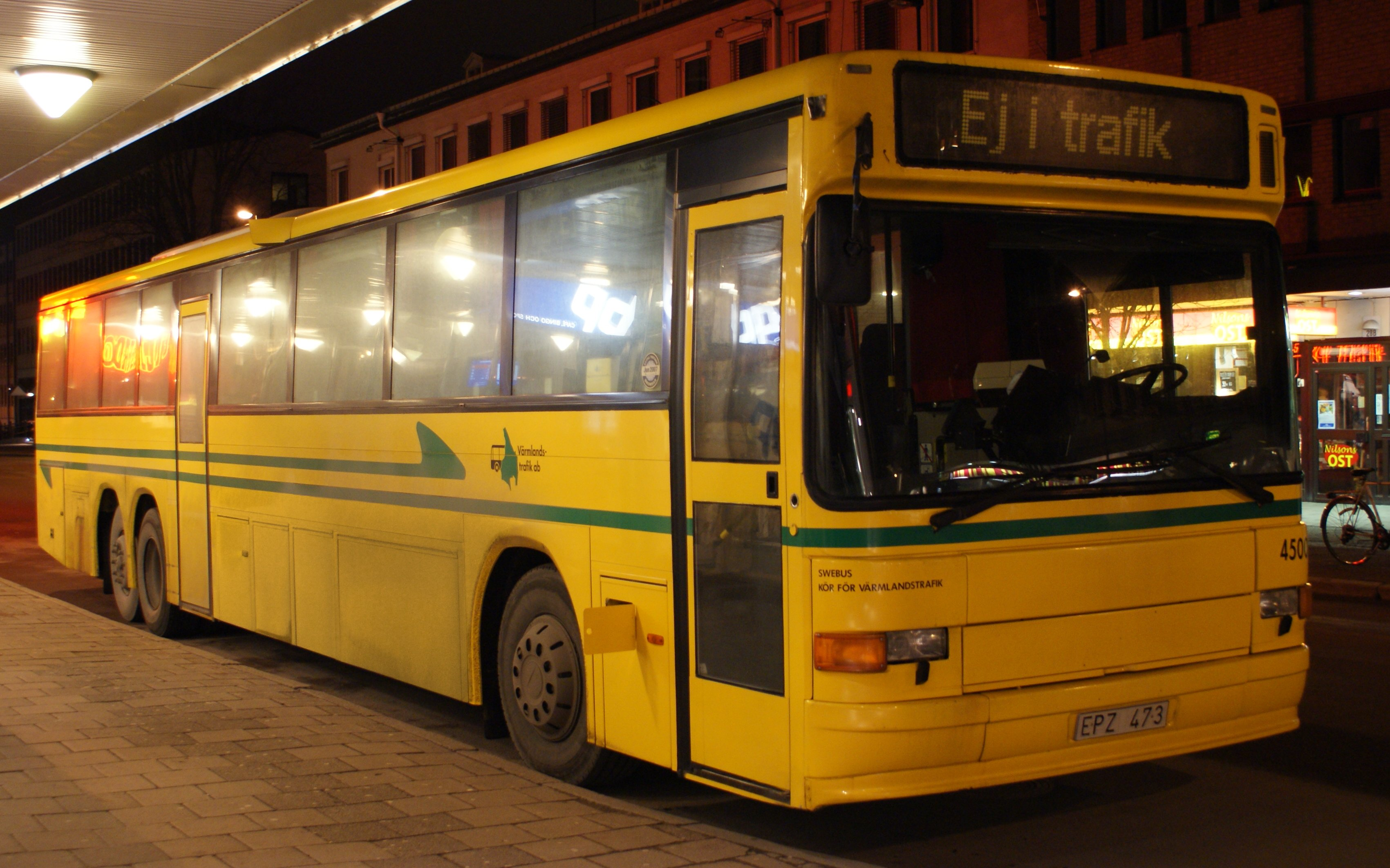
Volvo B10MB med Säffle 2000 New Look-kaross och hel vindruta.

- Wikimedia Commons har media som rör Volvo Säffle 2000.